# Sinpar
Sinpar war ein französisches Unternehmen im Bereich des Fahrzeugbaus, das zunächst eigene Fahrzeuge, in späteren Jahren hauptsächlich Umbauten für Allradversionen von Personen- und Lastkraftwagen produzierte. Sinpar ist seit 1980 Teil von Renault Véhicules Industriels (heute Renault Trucks).

## Anfangsjahre im Automobilbau
Die ursprüngliche Firma Automobiles Sinpar wurde 1907 von Léon Demeester in Neuilly-sur-Seine gegründet. Der Name Sinpar war abgeleitet von „sans pareil“ (deutsch: ohnegleichen).
Sinpar produzierte die Modelle 4 ½ CV mit einem Einzylindermotor von De Dion-Bouton und 7 CV mit einem Einbaumotor von Anzani.

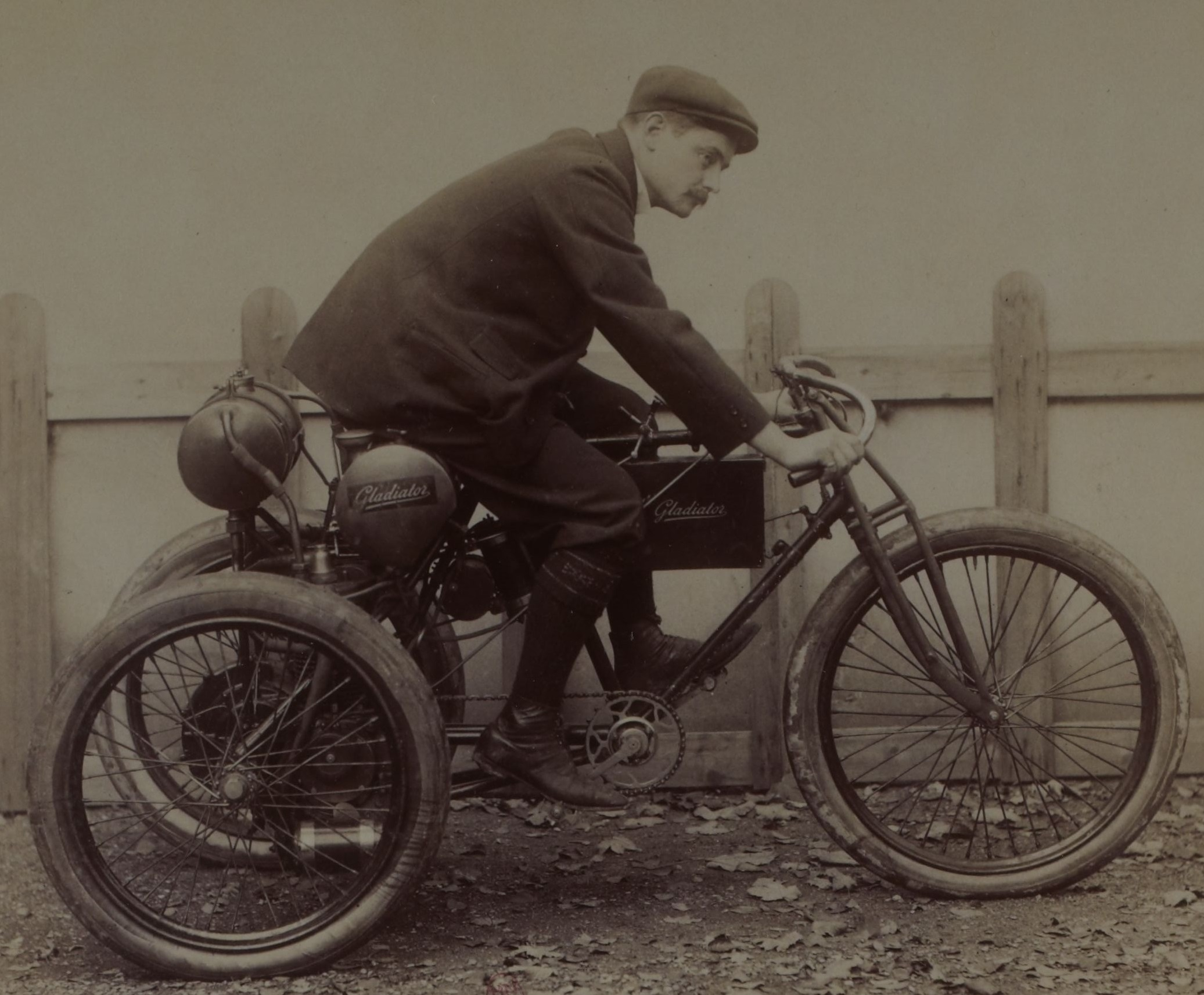
Firmengründer Léon Demeester im Jahr 1900

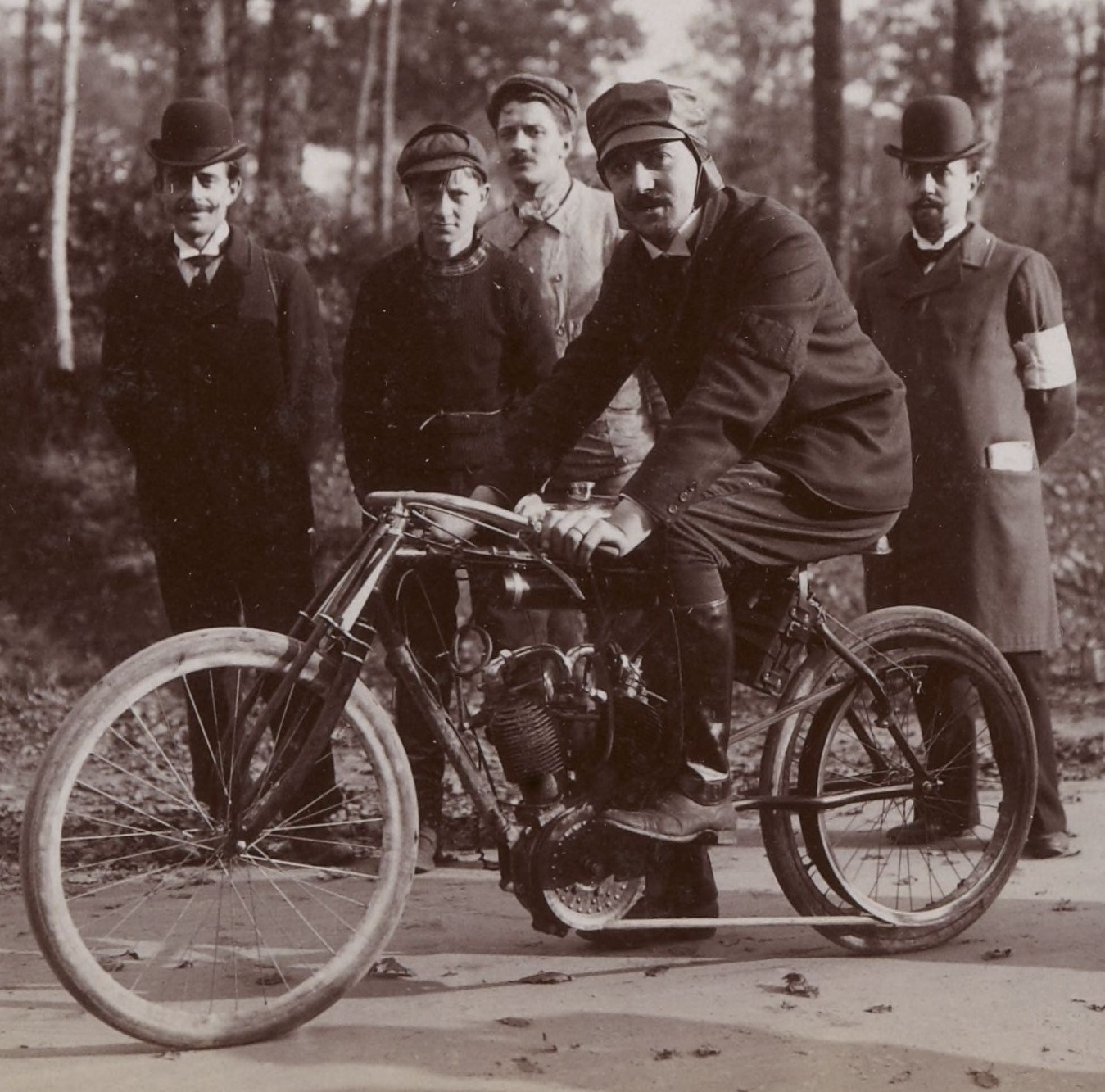
Firmengründer Dominique Lamberjack (1903)

Bereits 1905 hatte Léon Demeester, zusammen mit Dominique Lamberjack, im benachbarten Courbevoie die Firma „Demeester & Lamberjack“ gegründet. Hier wurden zunächst Fahrzeuge unter dem Namen Demeester hergestellt, ab 1912 trugen sie den Namen Sinpar. Das ab diesem Jahr erhältliche Modell 8 CV mit einem Vierzylindermotor entsprach einem Modell von Demeester.
1914 wurde Demeester ganz in Sinpar integriert, im selben Jahr endete jedoch auch mit Beginn des Ersten Weltkriegs die Produktion. 1920 gründete Léon Demeester in Colombes den Automobilhersteller Jouffret und übernahm 1924 den Konkurrenten Sidéa aus Charleville-Mézières, welchen er daraufhin mit Jouffret zusammenführte. Die Produktion der neuen Marke Sidéa-Jouffret endete 1928.

## Sinpar als Umbauspezialist
In den folgenden Jahren bot Léon Demeester, wieder unter der Marke Sinpar, Umbauten von Lastwagen der Marken Ford und Citroën an. Nebst Modifikationen der Chassis wurden u. a. zusätzliche Achsen, spezielle Federungen, Schmiervorrichtungen und der Einbau von anderen Getrieben angeboten. Nach zunehmender Produktion bezog Demeester eine neue, mit modernen Maschinen ausgerüstete Werkstatt in Courbevoie und stellte mehrere qualifizierte Mitarbeiter ein. So war er in der Lage, Antriebe zu fertigen, welche an sämtliche Fahrgestelle angepasst werden konnten.
Der Zweite Weltkrieg beendete die Produktion ein weiteres Mal, doch nach der Befreiung Frankreichs nahm Léon Demeester die Geschäftstätigkeit zusammen mit seinem Sohn, Pierre Demeester, wieder auf. Das Jahr 1946 gilt somit als Gründungsjahr der Société Sinpar.
Das Angebot von Sinpar wurde weiter ausgebaut, zu den bisher angebotenen Modifikationen kamen u. a. Winden, Abschlepp- und Hebeaufbauten. Des Weiteren begann die Spezialisierung auf den Umbau von Straßenfahrzeugen in geländetaugliche Versionen. Im Jahre 1956 wurde die Produktion nach Colombes verlegt, wo Sinpar weitreichende Räumlichkeiten mit großem Hof bezog.
Der in den 1950er Jahren stark steigende Bedarf nach Treibstoff führte Sinpar zu einem weiteren Geschäftsfeld, dem Bau von Ölfeldfahrzeugen. Diese Aufbauten wurden auf einer Vielzahl von Fahrgestellen montiert, häufig aber auf Berliet TLM, GBO, TBO und GBC, Unic ZU sowie Willème W6 und W8.
Eine weitere Spezialität wurde in der Folgezeit der Umbau von leichten Lkws von Renault und Citroën in allradgetriebene Versionen. Diese Fahrzeuge, die so von anderen Herstellern kaum angeboten wurden, erfreuten sich großer Beliebtheit und fanden nicht nur im Baustellenbereich, sondern auch als Kommunalfahrzeuge breite Verwendung. Das Geschäft von Sinpar lief gut, und die Firma knüpfte immer engere Beziehungen zu den Herstellern Renault und Saviem, auf deren Fahrzeugen bald ein Großteil der durchgeführten Modifikationen basierte.

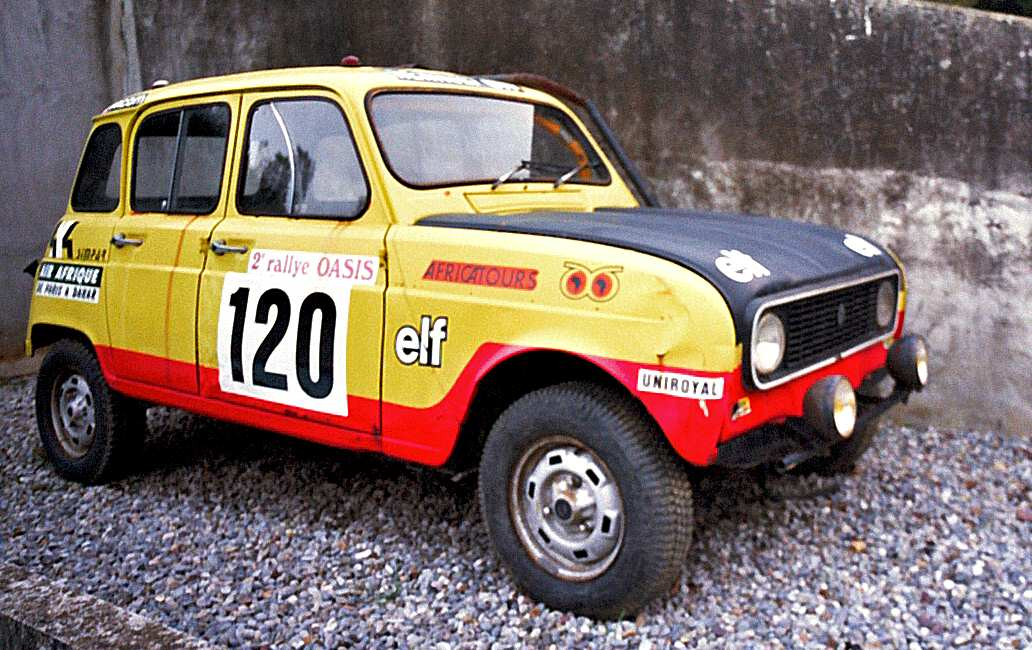
Renault 4L Sinpar von Claude und Bernard Marreau

Im Oktober 1962 wurde am Pariser Autosalon mit Genehmigung von Renault das erste Modell eines auf Allradantrieb umgerüsteten Renault 4 präsentiert. Renault zeichnete in der Folge auch für den Vertrieb und die Wartung dieses Fahrzeugs verantwortlich. Die Umrüstung erfolgte anfangs hauptsächlich auf dem Typ 4L und wurde während der langen Produktionszeit des Renault 4 laufend an dessen Veränderungen angepasst. Nach der Übernahme von Sinpar durch Renault wurde diese Aufgabe von der SOMAC übernommen.
Die Brüder Claude und Bernard Marreau erzielten mit einem Renault 4L Sinpar achtenswerte Erfolge im Rallyesport. Bei der ersten Ausgabe der Rallye Paris–Dakar im Jahr 1979 erreichten sie den 2. Platz in der Kategorie der Automobile, 1980 Platz 3.
Erfolgreich waren auch die von Sinpar modifizierten Renault 12, die bei der Rallye Côte d'Ivoire–Côte d’Azur 1975 den 3. und 1976 den 1. und 11. Platz belegten.
Mitte der 1960er Jahre brachte Sinpar erstmals seit den Anfangszeiten wieder ein Fahrzeug unter eigenem Namen auf den Markt, den Sinpar Castor. Von diesem kompakten Allrad-Kleinlaster, der aus modifizierten Renault-Teilen und einer angepassten Kabine des Estafette besteht, wurden etwa 150 Stück produziert. Nebst dem Bau von Nahverkehrslastwagen auf Basis des Saviem SG erweiterte Sinpar sein Geschäftsfeld zudem auf den Bau von Stahltransportern.

## Übernahme durch Renault
In den 1970er Jahren verteilte Sinpar, die mittlerweile 120 Mitarbeiter beschäftigte, die Produktion auf zwei Standorte: Außer im Werk in Colombes wurden nun auch in der Fabrik des ehemaligen Karosseriebauers Rotrou in Verneuil-sur-Avre Fahrzeuge umgebaut.
Als 1976 jedoch Pierre Demeester ums Leben kam, wurde die Zukunft der kleinen Firma unsicher, und sie wurde infolgedessen von der R.V.I. übernommen und 1980 in diese integriert. Der Standort in Verneuil-sur-Avre wurde zur SOMAC (Société de Montage Autos Camions), während Sinpar nach Chassieu bei Lyon verlegt wurde. Als Société Industrielle de Production et Adaptation Rhodanienne blieb der Name Sinpar noch bis 1998 erhalten.
Als Nachfolge von Sinpar werden heute im Renault-Werk in Bourg-en-Bresse Lkws zu Sonderausführungen modifiziert.